# ビルケンフェルト (ウンターフランケン)
ビルケンフェルト (ドイツ語: Birkenfeld) は、ドイツ連邦共和国バイエルン州ウンターフランケン行政管区のマイン＝シュペッサルト郡に属す町村である。この町はマルクトハイデンフェルト行政共同体に属している。

## 地理
この町はマイン・シュペッサルト地域に位置している。

### 自治体の構成
ビルケンフェルトには3つのジートルング（集落）が属しており、2つのオルツタイル（行政上の地区）に分けられる。
- ビリングスハウゼン
- ビルケンフェルト
  - ヴァイデンミューレ

ゲマルクング（不動産管理上の地区区分）はビリングスハウゼンとビルケンフェルトである。

### 隣接する町村
西から時計回りに以下の町村と境を接している。
- カルバッハ（マイン＝シュペッサルト郡）
- ウアシュプリンゲン（マイン＝シュペッサルト郡）
- ツェリンゲン（マイン＝シュペッサルト郡）
- ライナッハ（ヴュルツブルク郡）
- グロイセンハイム（ヴュルツブルク郡）
- レムリンゲン（ヴュルツブルク郡）

## 地名

### 語源
この町の名前は、古高ドイツ語の形容詞 birkîn（シラカバの）と名詞 felt（野）からなる。

### 古い表記
この町は、様々な古地図や史料に以下のような表記で記されている。
| - 788年 „Pirchanafelt“ - 860年 „Birchinafelde“ - 1164年 „Birkenuelt“ - 1178年 „Birchinuelt“ | - 1376年 „Birkenfelt“ - 1418年 „Birckenfeld“ - 1799年 „Birkenfeld“ |

## 歴史

### 自治体成立まで
最初の文献記録は、788年に „Pirchanafelt in pago Waldsasse“ としてなされている。これは、マット伯とその兄弟の Mengingoz によるヴァルトザッセンガウからフルダ帝国修道院への大規模な寄贈（マットーネ家の寄進）に関連した記録であった。これにより、Sturmi(us)院長の下、フルダ帝国修道院は Pirchanafelt村の2つの部分を寄贈された。Mattone Mengingaud は754年初めから769年までヴュルツブルク司教を務め、その後783年9月26日に亡くなるまでノイシュタット修道院の院長を務めた。こうしてビルケンフェルトのマットーネ家の所領は、フルダ修道院に移譲された。部族大公の時代、この村はフランケン大公に属していた。
リーネック伯（1337年まで）やヴュルツブルク大司教の他に、プレモントレ会オーバーツェル修道院や、1164年からはナウムブルク司教もヴュルツブルク司教と共同で、土地所有権、徴税権、十分の一税権、水利権を管理した。世俗の領主は、1199年にはシェンケン・フォン・ホムブルク、1342年以前はヴェステルンブルク家、1348年以降はヴィッツシュタット家であった。権利や土地は、リーネック伯のフォークト（代官）とヴェルトハイム伯が支配した。
バイエルン王国の行政改革に伴う1818年の自治体令により現在の自治体が形成された。

### 町村合併
1978年5月1日に、それまで独立した町村であったビリングスハウゼンが合併した。

## 住民

### 人口推移
1988年から2008年までの間に人口は、1,977人から2,152人へ175人、約 8.9 % 増加した。
- 1830年: 1,393 人
- 1875年: 1,652 人
- 1905年: 1,586 人
- 1919年: 1,748 人
- 1933年: 1,642 人
- 1939年: 1,563 人
- 1946年: 2,319 人
- 1952年: 2,061 人
- 1960年: 1,810 人
- 1961年: 1,833 人[5]
- 1970年: 1,862 人[5]
- 1985年: 1,925 人
- 1991年: 2,031 人
- 1995年: 2,067 人
- 2000年: 2,127 人
- 2005年: 2,160 人
- 2010年: 2,104 人
- 2015年: 2,121 人

## 行政
町長は、2014年5月1日からアヒム・ミュラー (Freie Wählergemeinschaft) が務めている。彼は2020年3月15日の選挙で 97.25 % の支持票を獲得して再選された。

### 紋章
図柄: 赤地。金の馬具をつけた銀の馬に乗った、銀装束の聖ゲオルクが描かれている。彼は、銀色に武装したリントヴルムの頭に金の槍を突き刺している。向かって左上に金のシラカバの葉が浮かんでいる。

## 経済と社会資本

### 経済構造
公式統計によれば、2018年6月30日現在、この町で働く社会保険支払い義務のある就労者は196人、このうち製造業は110人、商業・交通業に従事する者は13人であった。この町に住む社会保険支払い義務のある就労者は合計1,009人であった。さらに2016年時点で、22軒の農家があり。農業用地の総面積は 1,717 ha の農業用地で、そのうち 1,614 ha が耕作地であった。

### 教育
以下の教育機関がある（1999年現在）。
- 幼稚園: 1園。定員170人に対して園児数は109人（2019年現在）[11]
- 学校: カルバッハ基礎課程学校ビルケンフェルト校[12]